# Valencia (Villamartín de Valdeorras)
Valencia (llamada oficialmente San Bernabé de Valencia do Sil) es una parroquia y un lugar del municipio español de Villamartín de Valdeorras, en la provincia de Orense, Galicia.

## Toponimia
La parroquia también es conocida por el nombre de San Bernabé de Valencia.

## Organización territorial
La parroquia está formada por tres entidades de población, constando una de ellas en el nomenclátor del Instituto Nacional de Estadística español:
- As Covas
- Santiago
- Valencia do Sil

## Demografía
Gráfica demográfica del lugar y parroquia de Valencia según el INE español:
| Gráfica de evolución demográfica de Valencia entre 2000 y 2023 |
|                                                                |
| Datos según el nomenclátor publicado por el INE.               |